# ごはん (映画)
『ごはん』は、2017年の日本映画。日本人が余り知らない日本の米作りの現状をリアルに描きながら、美しい水田の風景やストーリーで感動を誘うヒューマンドラマ。未来映画社が4年の制作期間をかけて完成、各地で劇場公開するためにクラウドファンディング（Makuake）も使用された。

## 概要
農家の高齢化や後継者不足、高コストの機械化で採算の合わない生産などの日本の米作りの現状を背景として、実家が米作りをしている安田淳一監督が、やむにやまれぬ事情から30軒分もの水田を預かる農家の仕事を突然することになる若い女性の奮闘を描いた。日ごろなにげなく食べているごはんを作るためにどれだけの知恵や苦労があるのかが知らされる作品。安田監督自身、実家が城陽市で稲作を行っており、もし父に何かあったらどうなるのだろうと、ふと考えたことがこの作品を生み出すきっかけとなった。
安田監督は、一度撮影した水田のシーンも気に入らないと次のシーズンに取り直ししたりして、4年をかけて納得できる美しい映像を収めた。その中で健気に作業をする主人公ヒカリの姿はスタジオジブリ作品の主人公を想起させると高く評価する声もある。
2017年1月19日に東京のバルト9で先行上映が行われ、400人以上の来場者が集まり、美しい映像と感動的なストーリーによって高い評価を得た。低予算映画としては異例な、公開時からの東京、大阪、京都、横浜、福岡などの一般映画館での順次上映が決まっている。
映倫区分はG。

## あらすじ
実家が農家の若い女性ヒカリは、東京で派遣社員をしていたが、父が突然亡くなったとの知らせを受け、急いで京都府の実家に帰る。父の葬儀も済み、東京に戻ろうとする中、父が近所の農家30軒分もの米作りを請け負っていたことを知らされる。農作業を手伝っていた源八も骨折で作業ができず、各農家も自分たちで水田の面倒は見られないと言われて、ヒカリは途方に暮れる。しかし、トマト作りが得意な老農夫西山に「お父さんがなんであんなに一生懸命やったか知りたないか」と言われ、源八の足が治るまで水田を守る決意をする。慣れない作業で失敗をする中、幼い頃に母が病院で亡くなった時も父は水田を見に行ってしまい、ひとりで母の死を見届けたことを思い出し、父の気持ちなど分からないのだが…。

## キャスト
- 寺田ヒカリ - 沙倉ゆうの
- 源八（げんぱち、ゲンちゃん） - 源八（げんや）
- ヒカリの父 - 井上肇
- ヒカリの叔母敏子 - 紅壱子
- コンバイン営業員 - 小野孝弘
- 西山老人 - 福本清三
- コンバインを貸す農家 - 浅野博之
- ヒカリの母 - 森田亜紀
- 多賀勝一
- 福田善晴
- 戸田都康
- 鈴木ただし
- 枦川友彦
- 皷美佳

## スタッフ
- 監督・脚本・撮影・照明・編集  - 安田淳一
- 撮影補助 - 今井伊織、前田智広、飯田勝士 ほか
- 音声収録 - 桜井健一、岩見一樹 ほか
- プレスリリース - 木下実沙都、中俣愛美
- 制作プロダクション、配給、宣伝 - 未来映画社
- ロケ地 - 京都府宇治市、城陽市、久世郡久御山町（久御山ジャンクション北東側の巨椋池土地改良区）、京都市伏見区[4]。
- 協力 - 大学コンソーシアム京都